# مذاهب الحكام في نوازل الأحكام

كتاب مذاهب الحكام في نوازل الأحكام

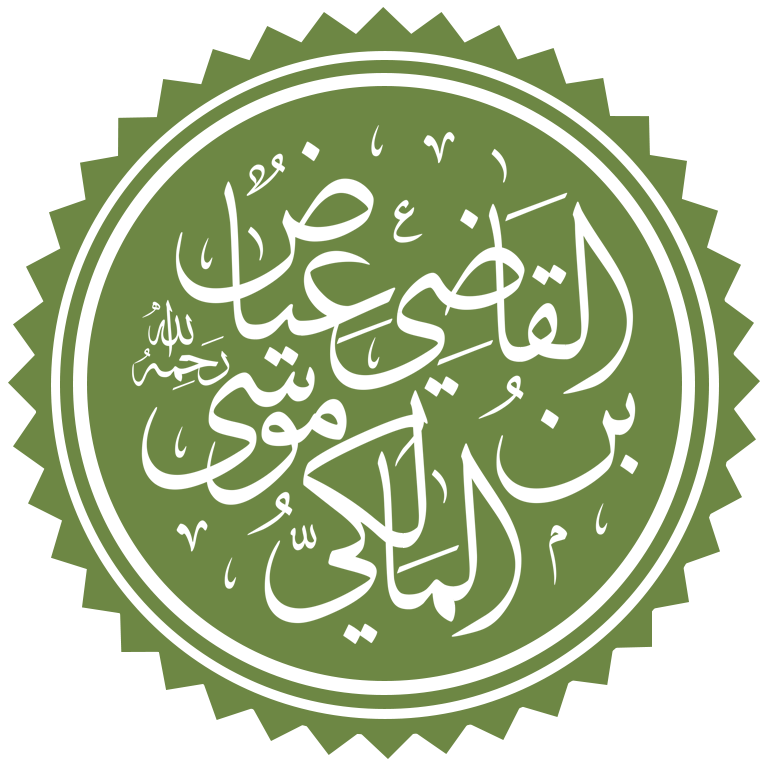

مذاهب الحكام في نوازل الأحكام هو كتاب مغربي أندلسي للقاضي عياض دفين مراكش، من تقديم وتحقيق وتعليق محمد بنشريفة، عضو أكاديمية المملكة المغربية، طبع طبعتين الأولى سنة 1990م، والثانية مزيدة ومنقحة سنة 1997م بدار الغرب الإسلامي.

## الموضوع
اهتم المغاربة والأندلسيون بفروع الفقه المتعددة، إذ تنوعت مؤلفاتهم وتصانيفهم بين مختصر ومطول، وبين فقه نظري وفقه تطبيقي، مرتبط بالنوازل والفتاوى والأحكام والمسائل. ويعد كتاب مذاهب الحكام في نوازل الأحكام للقاضي عياض، ضمن هذا الفقه التطبيقي، وأصله بطائق أو جذاذات  للقاضي عياض السبتي، جمعها بعد وفاته ولده القاضي أبو عبد الله محمد. وتعد نوازل القاضي عياض من أقدم ما ألفه المغاربة أو ما وصل إلينا مما ألفوه في موضوع النوازل، وهي إحدى المجموعات المشهورة في النوازل التي ترجع إلى عهد المرابطين كما أكد على ذلك محقق الكتاب.

## الفصول
مذاهب الحكام في نوازل الأحكام هو ديوان فقه اشتمل على 50 بابا من أبواب الفقه مرتبة كما يلي:
كتاب الأقضية، وكتاب الشهادات، وكتاب الدعاوى والأيمان، وكتاب الحدود، وكتاب الجنايات، وكتاب نفي الضرر، وكتاب المياه، وكتاب الغائب، وكتاب المريض، وكتاب السفه، وكتاب المديان، وكتاب المفلس، وكتاب السمسار، وكتاب الغصب، وكتاب الاستحقاق، وكتاب الوصايا، وكتاب الأحباس، وكتاب الصدقات، وكتاب الهبات،وكتاب النحلة، وكتاب المتعة، وكتاب العمرى، وكتاب الإسكان ـ كتاب النفقة، وكتاب الوديعة، كتاب الرهون وكتاب الحمالة وكتاب الوكالات، وكتاب المزارعة، وكتاب الشركة ، وكتاب القسم، وكتاب الشفعة، وكتاب الصلح، وكتاب الاسترعاء، وكتاب الأكرية، وكتاب البيوع، وكتاب القيام بالعيب، وكتاب الصرف، وكتاب العتق، وكتاب المدبر، كتاب أمهات الأولاد، وكتاب النكاح، وكتاب العدة، وكتاب الأيمان والطلاق، وكتاب الخلع، وكتاب اللعان، وكتاب الجنائز، وكتاب الصلاة.

## قيل عن الكتاب
- مذاهب الحكام في نوازل الأحكام هو كتاب من كتب النوازل المغربية وهو عبارة عن "مؤلفات جمعت مجموعة من الوقائع الدينية أو الدنيوية، التي تنزل بالناس، والتي احتاجت إعمال العقل من ذي ملكة راسخة متخصصة في إيجاد حكم شرعي لها وفق مذهب الإمام مالك".[52]
- هو كتاب من كتب الأحكام القضائية " التي جمعت القرارات الإلزامية الصادرة عن قاض في أمور دنيوية رفعت إليه، قطعا لدابر المنازعات بين الخصمين بقمع الظالم ونصر المظلوم"[53]
- هو كتاب ذو قيمة فقهية عالية، عرفه الفقهاء والنوازليون الذين نقلوا عنه واستفادوا منه، ومنهم: " أبو القاسم البُرْزُلي (ت841هـ) في فتاويه، والـمَوَّاق (ت897هـ) في التاج والإكليل، وأبو العباس الوَنْشَرِيسي(ت914هـ) في المعيار المعرب، والحَطَّاب (ت914هـ) في مواهب الجليل، وآخرون."[54]
- هو كتاب في المذهب المالكي "المذهب الذي يعتد بالواقع[55]، ويأخذ بأعراف الناس وعاداتهم، ففقهه عملي أكثر منه نظري، يتمشى مع الفطرة في بساطتها ووضوحها دون تكلف أو تعقيد، لذلك اختاره أهل المغرب لأنهم بطبعهم يميلون إلى البساطة والوضوح، ويفرون من النظريات المتطرفة، والتأويلات البعيدة المتكلفة.[56]
- هو كتاب تميزت نوازله بطابعها المزدوج أي أنها نوازل مغربية أندلسية[57]

## مقدمة الكتاب
يضم كتاب مذاهب الحكام في نوازل الأحكام مقدمتين، مقدمة للمحقق ومقدمة للمؤلف، ومجموعة من النوازل والفتاوى والأحكام مقسمة وفق أبواب الفقه الخمسين المشار إليها سابقا. وقد تناول المحقق محمد بنشريفة في مقدمته مواضيع متعددة لها علاقة بالكتاب وهي:
- المذهب المالكي في المغرب قبل القاضي عياض
- مكانة التراث الفقهي في الأندلس والمغرب
- الحركة الفقهية في عهد الموحدين
- مكانة القاضي عياض وولده في الفقه
- عمل المحقق في إخراج النص

أما مقدمة المؤلف ولد القاضي عياض، فقد بين فيها المنهج الذي اعتمده في تخريج النصوص بعد جمعها قائلا:
" وألفيت مع ذلك أجوبة لغيره على أسئلة سئل عنها فنقلتها من خطه أيضا إلا ما نبهت عليه. وربما اشتمل الجواب على معنيين فأثبت المعنى الواحد مع شكله، وأخرت المعنى الآخر ليكون إثباته مع شكله أيضا، وكررت السؤال والجواب في الموضعين، والمقصود من ذلك كله أن يسهل طلب ما يراد منها إن شاء الله، وأن يتألف شملها، ويقترن بكل نازلة شكلها."
وقد كان قصده في ذلك كله هو جمع الكتاب وإخراجه، وتسهيل الاطلاع عليه، وتقريب الإفادة منه، ويظهر من خلال تتبع أبواب الكتاب، أن القاضي عياض حينما أجاب عن القضايا والمسائل المرفوعة إليه، كان حريصاً على تبيين حكم الشرع فيها، بناء على الأدلة الشرعية المعتبرة، مهتدياً بأصول مصادر المذهب المالكي، وآراء كبار شيوخه، كإبن رشد وإبن الحاج، ثم يحكم في النازلة بما يثبت عنده، أو التعليق على المسألة بحسب وقوعها متوخيا أثناء جوابه الإيجاز والاختصار، ووضوح التعبير، وسلاسة الألفاظ.

## اقتباسات
جاء في مقدمة الكتاب: "فإن أبي قدس الله روحه، ونور ضريحه لما طال في خطة القضاء دوامه، وساعدته لياليه وأيامه، نزلت إليه من الأقضية نوازل تحار فيها الأذهان والأفهام، ويبعد مأخذها من طرق القضايا والأحكام فيحكم فيها بما يتجه عنده، ويبذل في ذلك استطاعته وجهده وألفيت بعد موته رحمة الله عليه سؤالاته على تلك النوازل والأجوبة عليها في بطائق فنقلت تلك الأسولة من خطه إلا ما نبهت عليه وكذلك أجوبته وأجوبة الفقهاء عليه أيضا." 
جوابك وفقك الله في امرأة كان لها أخ وبينه وبينها أملاك كثيرة مشاعة فاحتاجت المرأة وأولادها، فقال لها أخوها، أعطني نصيبك في هذه الأملاك المشاعة بيني وبينك وأنا أكفيك وبنيك حياتك، فقالت له: نعم، فأشهد عليها وكتب بذلك عقودا عليها فأنفق عليها بعد ذلك مدة يسيرة ثم ضيعها وتركها ورحلت المرأة فارة من البلد وماتت في غيره ضائعة ولم تعرف المرأة قدر ما أعطت ولا حدوده فقام بنو المرأة بعد زمان على أولاد أخيها يطلبون ميراثهم في مال أمهم. بين لنا هل يجوز ما فعلته المرأة أم لا يجوز؟ وهل لبنيها في ذلك قيام أم لا؟

الجواب: إذا ثبت أنها إنما أعطت لينفق عليها كما ذكرت فالعطية مردودة، ويرجع بما أنفق قاله عياض. قال محمد (ولد القاضي عياض): ما قاله أبي هي رواية ابن القاسم عن مالك، وأصبغ يقول هو حرام، وأشهب: لا أحبه ولا أفسخه إن وقع وأما الغلة فهي لاللمعطى له لا لرب الملك، هذا هو ظاهر ما وقع في آخر كتاب الحبس.